# Ожина складчаста
Ожина складчаста (Rubus plicatus) — вид квіткових рослин із родини трояндових (Rosaceae).

## Біоморфологічна характеристика
Це листопадний кущ 1.5–3 метри заввишки, що утворює щороку скупчення дугоподібних, колючих дворічних кутастих стебел від дерев'янистого кореневища. Стебла дають листки лише в перший рік, дають квіткові гілки на другий рік, а потім відмирають після плодоношення. Колючки серпоподібні. Листки зверху майже голі, знизу коротко-волосисті. Суцвіття довгасті, з шерстистою запушеною віссю та квітконіжкою. 2n = 28. Період цвітіння: червень і липень.

## Середовище проживання
Зростає у західній частині Європи (Австрія, Англія, Бельгія, Білорусь, Уельс, Данія, Ірландія, Італія, Латвія, Литва, Ліхтенштейн, Люксембург, Німеччина, Нідерланди, Норвегія, Польща, можливо Румунія, Словаччина, Словенія, Угорщина, зх. Україна, Франція, Хорватія, Чехія, Швейцарія, Швеція, Шотландія).
Населяє світлі ліси, луки, пустирі, живоплоти тощо.
В Україні вид зростає на узліссях і в чагарниках — на Закарпатті, зрідка.

## Використання
Плоди вживаються сирими чи приготованими; виготовляють сиропи, джеми та інші варення. З висушеного листя готують чай. Корінь можна вживати вареним, а молоді пагони — сирими, у салатах.
Кора і листя мають сильну в'яжучу, очисну, сечогінну, тонізуючу та ранозагоювальну дію. Зовнішньо їх використовують для полоскання горла для лікування ангіни, виразок у роті та запалень ясен.
Рослини поширюються за допомогою насіння, що осідає в посліді птахів і ссавців. Утворюючи великі й майже непрохідні зарості, може забезпечити чудове прикриття для дикої природи, а також місця гніздування дрібних птахів. З плодів отримують барвник від пурпурного до тьмяно-синього. Зі стебла отримують волокно й використовують для виготовлення шпагату.

## Галерея

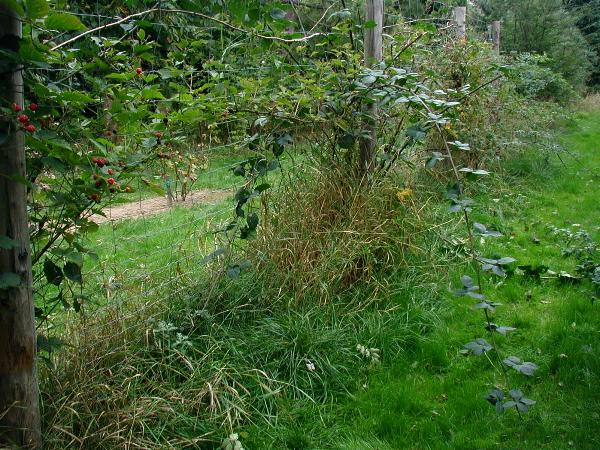
загальний вигляд
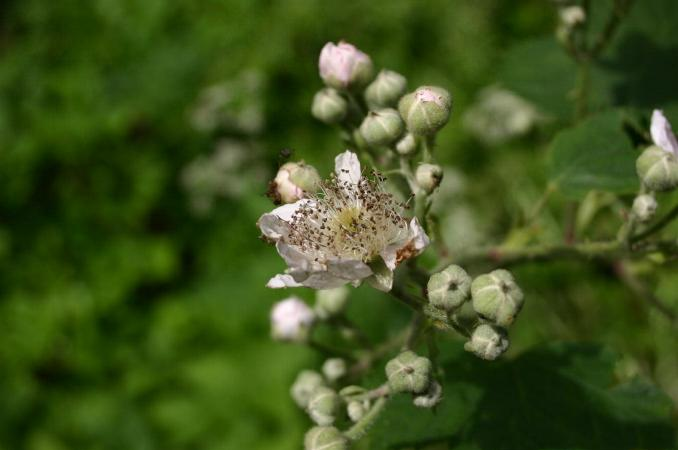
квіти
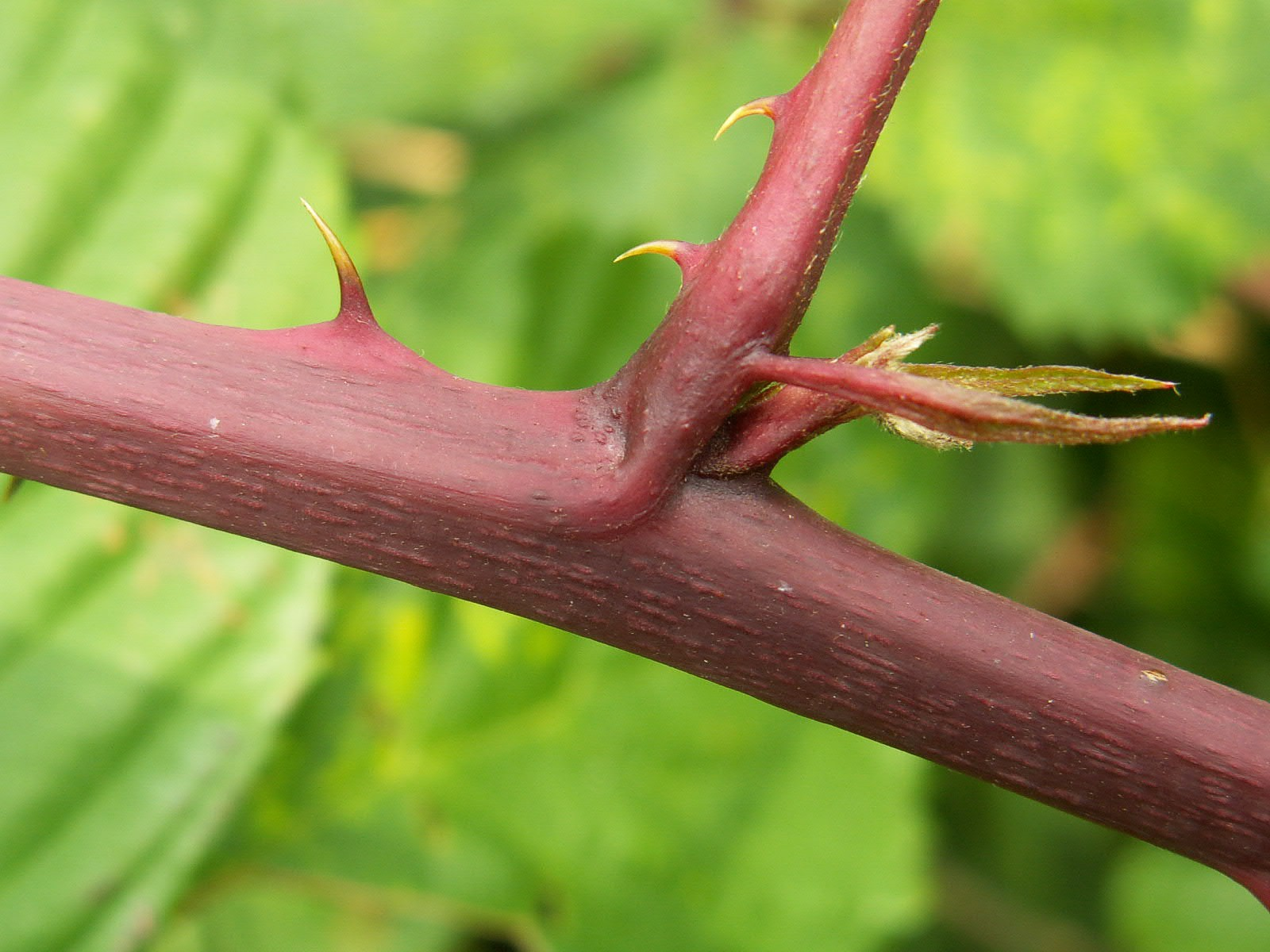
стебло, прилисток, колючки